# كيفن راسيل (مغني)
كيفن راسيل (بالألمانية: Kevin Russell)‏ هو مغني ألماني، ولد في 12 يناير 1964 في هامبورغ في ألمانيا.

## وصلات خارجية
- كيفن راسيل على موقع ميوزك برينز (الإنجليزية)
- كيفن راسيل على موقع ديسكوغز (الإنجليزية)